# Sportsland SUGO
Sportsland SUGO (スポーツランドSUGO) est un circuit de course situé dans la ville de Murata au Japon. 
Il a ouvert en 1975 et est un des plus grands circuits du Japon, avec une superficie de 2,1 millions de m2.
Il propose quatre types de course : course sur route, course moto-cross, course de trial et course de karting.
Les installations ont été sérieusement endommagée par le séisme du 11 mars 2011.

## Courses annuelles
- Super GT
- D1 Grand Prix
- Super Formula
- MFJ Superbikes All Japan Road Race Championship
- Motocross World Championship
- Super Taikyu

## Galerie

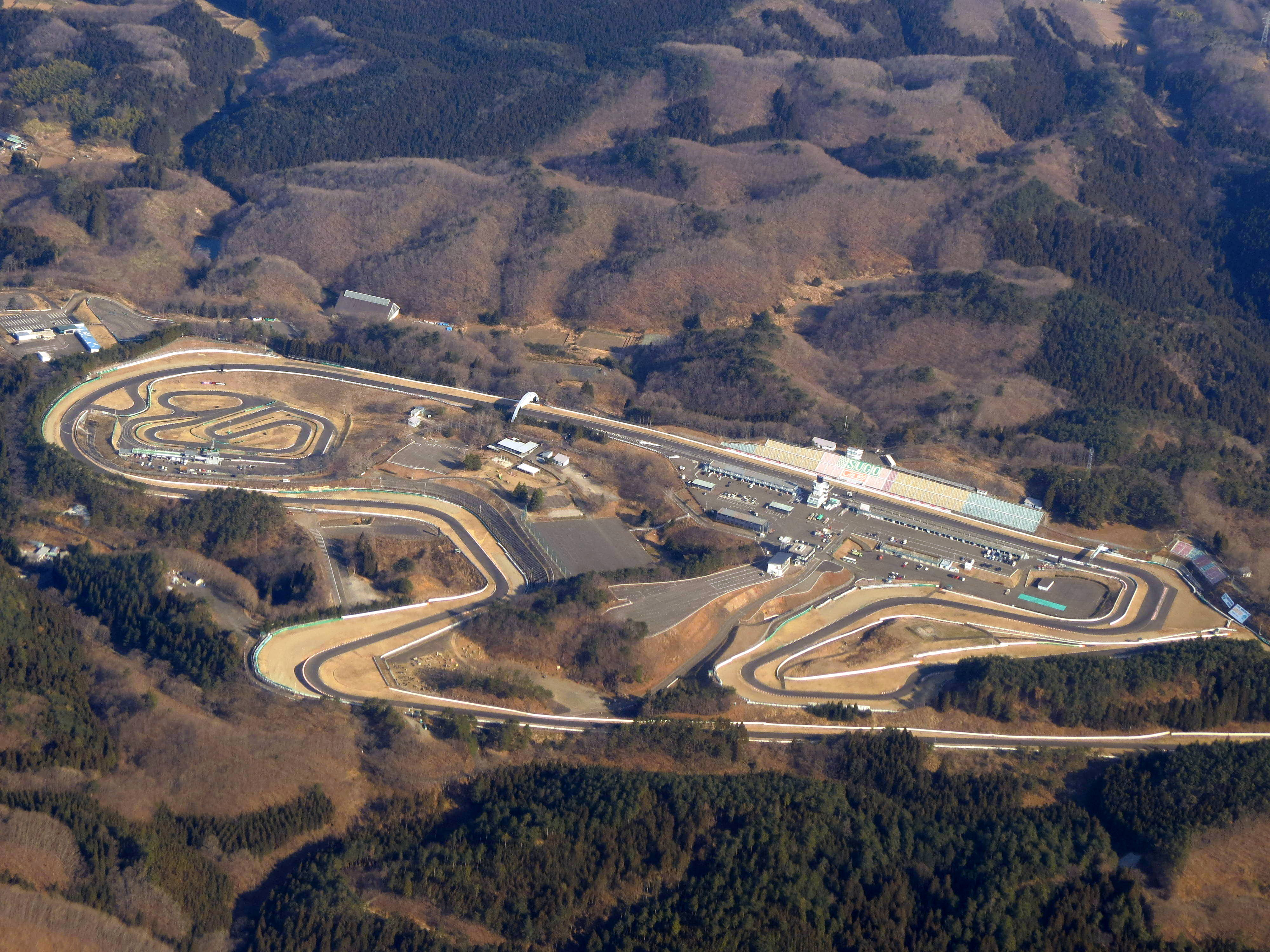
Vue aérienne du circuit.
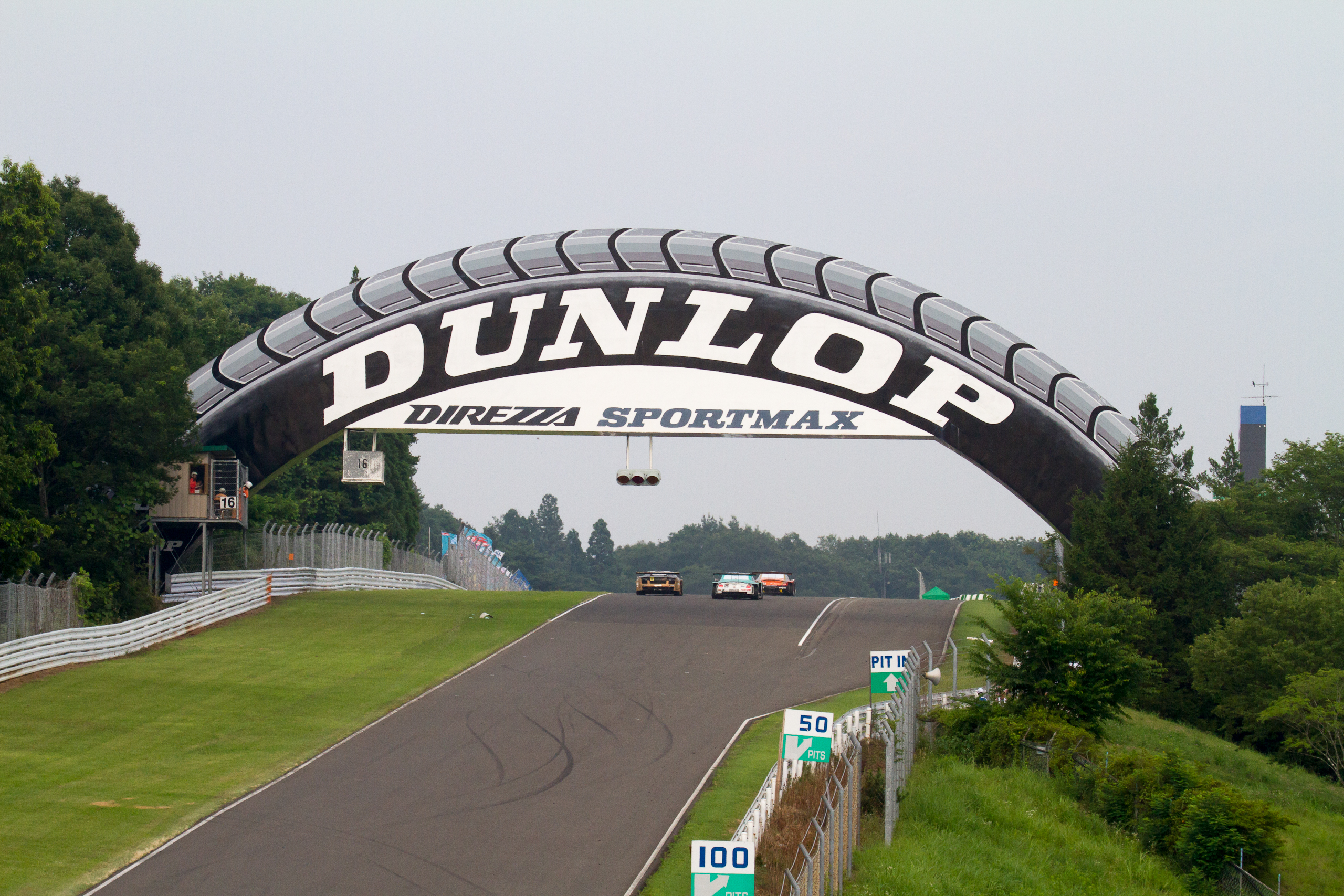
La passerelle Dunlop en 2012.